# 난쟁이하마
난쟁이하마(학명: Hippopotamus lemerlei)는 마다가스카르에 서식했던 멸종한 하마과 포유류로, 19세기 마다가스카르 서부 모잠비크 해협에 인접한 이호트리호 부근에서 화석이 처음 발굴되었고, 이후 1989년 마다가스카르난쟁이하마(학명: Hippopotamus madagascariensis)와 함께 학계에 기재되었다. 하마의 근연종이지만 덩치는 피그미하마에 더 가까우며, 가장 큰 표본은 몸길이 2.0m, 키 0.76m에 달했다. 마다가스카르 말라가시인 구전 설화에 모습을 자주 드러내는 생물이었지만 1500년대 이후 멸종한 것으로 보인다.